# Georges Ohsawa
Georges Ohsawa, rođen Nyoichi Sakurazawa (桜沢 如一, romanizirano kao Sakurazawa Nyoichi, 18. listopada 1893. – 23. travnja 1966.), japanski filozof i makrobiotičar.
Georges Ohsawa je prvi utemeljitelj prehrane i filozofije makrobiotike. Za vrijeme života u Europi koristio je pseudonime Musagendo Sakurazawa, Nyoiti Sakurazawa i Yukikazu Sakurazawa. Dok je živio u Francuskoj koristio je francusko prvo ime Georges, koje se danas često koristi. 

## Životopis
Ohsawa je rođen u obitelji čiji otac je izravni potomak samuraja, no to je bilo za vrijeme Meiji revolucije, i njegova obitelj tada je bilo vrlo siromašna. Tada je morao napustiti školovanje zbog nedostatka financijskih sredstava za visoko školstvo; tada je počeo Ohsawin duhovni put. Oko 1913. godine upoznao je Nishibata Manabu (izravni učenik poznatog Sagen Ishizuka i s njim studirao u Tokiu u pokretu Shoku-yo Kai.
Kasnije je otputovao u Europu, u Pariz, Francuska, gdje je započeo širiti svoju filozofiju. Nakon nekoliko godina vratio se u Japan osnovati fond i prikupiti nove učenike za svoju sada formaliziranu filozofiju. Nakon što je privukao na sebe pozornost za vrijeme Drugog svjetskog rata svojim miroljubljivim idealima, preselio je svoj institut na manje poznato mjesto u planine Yamanashi prefekture.
Pretpostavlja se da je svoje zapadnjačko ime uzeo na temelju pročitane knjige slavnog pruskog liječnika Cristoph Wilhelm Hufeland. A zna se da se za vrijeme života u Europi nalazio s potomcima Hufelanda.
Njegova dva najpoznatija učenika, zaslužni za upoznavanje zapada i SAD-a s makrobiotikom, su Herman Aihara i Michio Kushi

### Ostali projekti
|  | Zajednički poslužitelj ima još gradiva o temi George Ohsawa |